# Camponotus curviscapus
Camponotus curviscapus é uma espécie de inseto do gênero Camponotus, pertencente à família Formicidae.